# Nationaal Park Kalkalpen
Het Nationaal Park Kalkalpen (Duits: Nationalpark Kalkalpen) is een Oostenrijks nationaal park dat in 1997 werd opgericht in de deelstaat Opper-Oostenrijk. Het park is 20.850 hectare groot en beschermt het beboste berglandschap van het Sengsengebirge en Reichraminger Hintergebirge in de Noordelijke Kalkalpen. De Hohe Nock is met zijn 1963 meter de hoogste top van het park. De beukenbossen maken sinds 2017 deel uit van het Unesco-Werelderfgoed Oude en voorhistorische beukenbossen van de Karpaten en andere regio's van Europa.

## Fauna en flora
In het park leven ongeveer 30 zoogdiersoorten, 80 broedvogelsoorten en 1500 vlindersoorten. Verder groeien er meer dan 1000 soorten varens en mossen.
Het nationaal park biedt een onderkomen aan onder andere visotter, vleermuis, esculaapslang, lynx en bever. Bovendien komen er veel vogels voor, die in Oostenrijk op de rode lijst staan: boomvalk, auerhoen,slangenarend, zwarte ooievaar, sperwer.

## Afbeeldingen

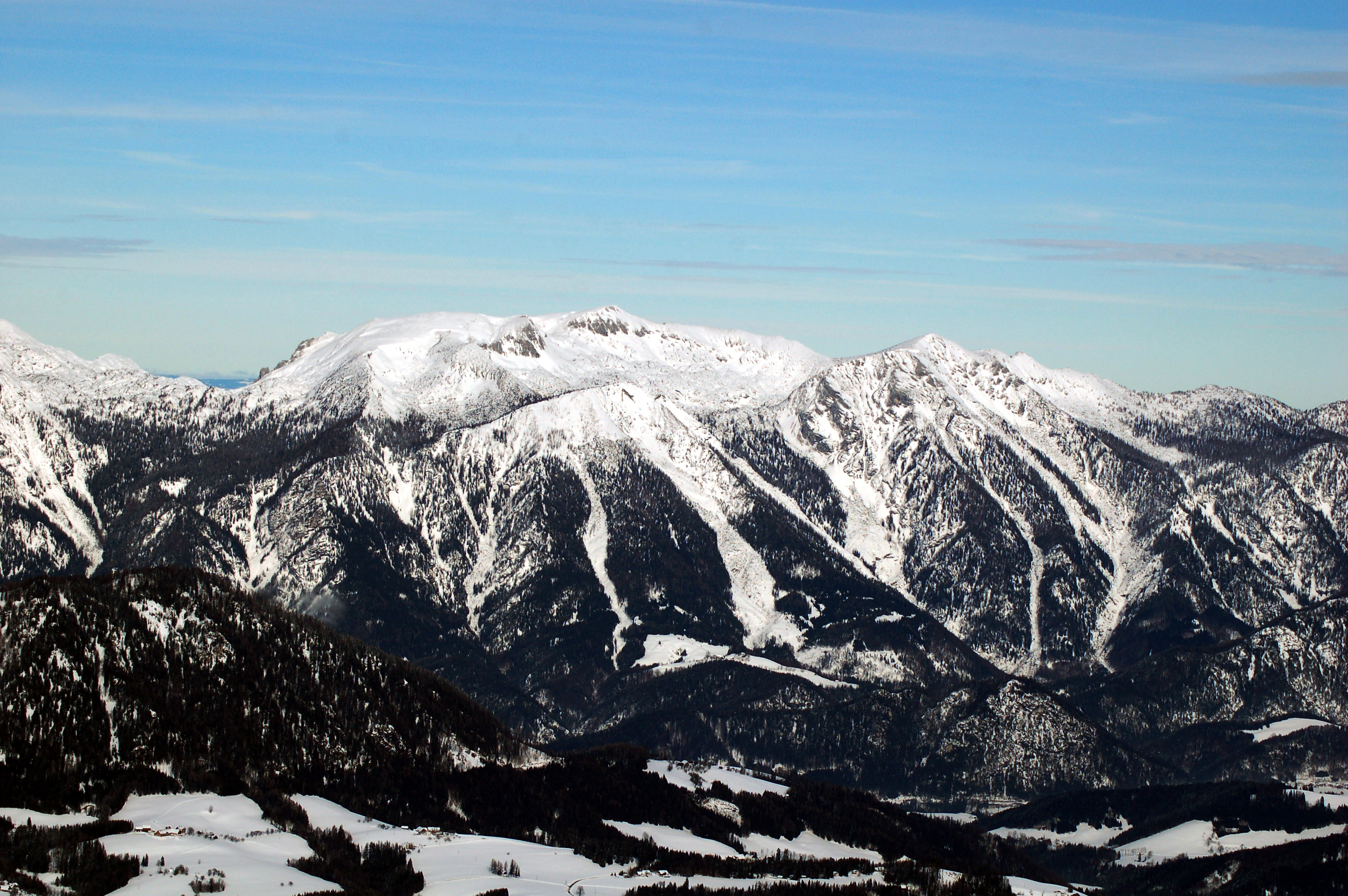
Hoher Nock
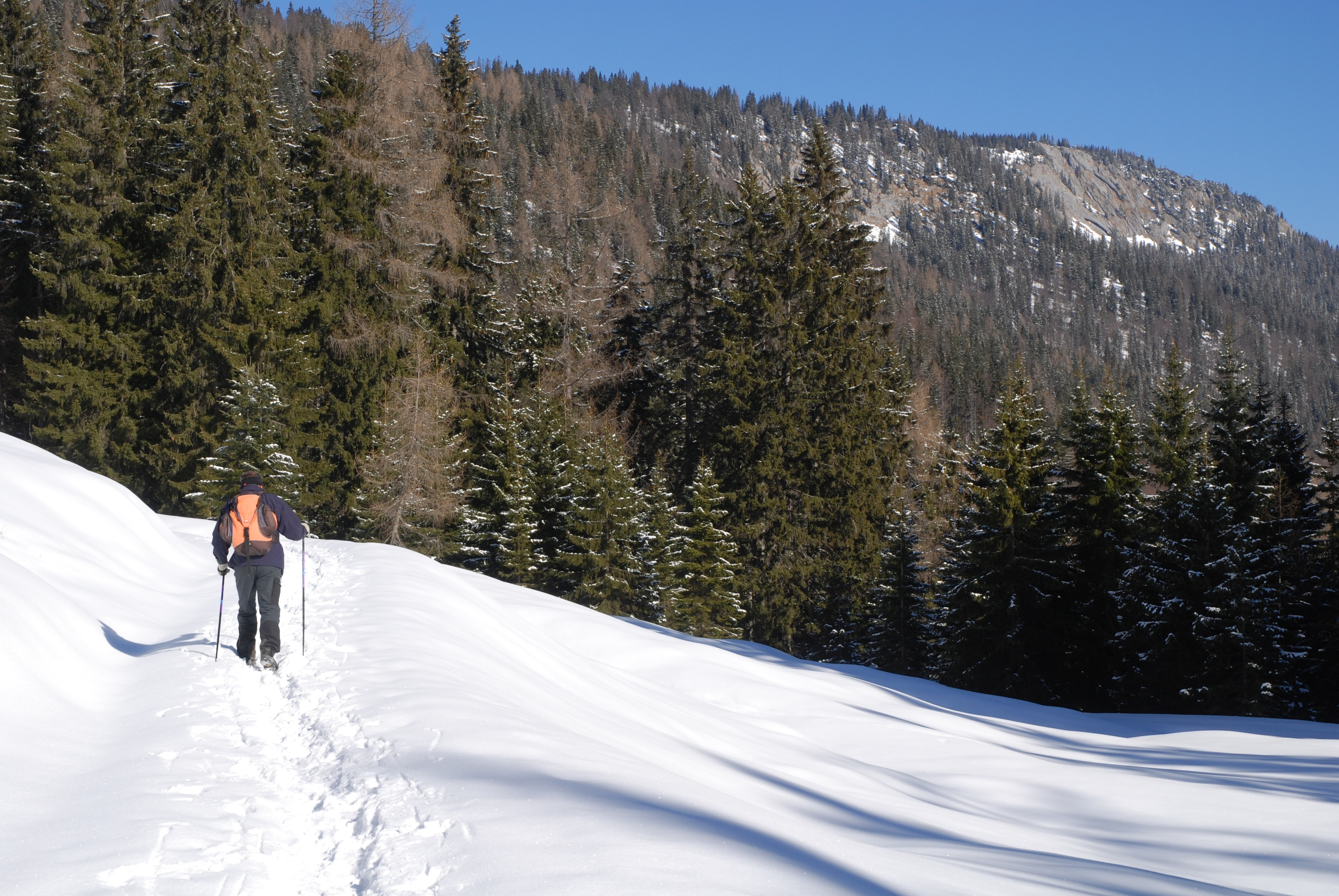
Steyreck
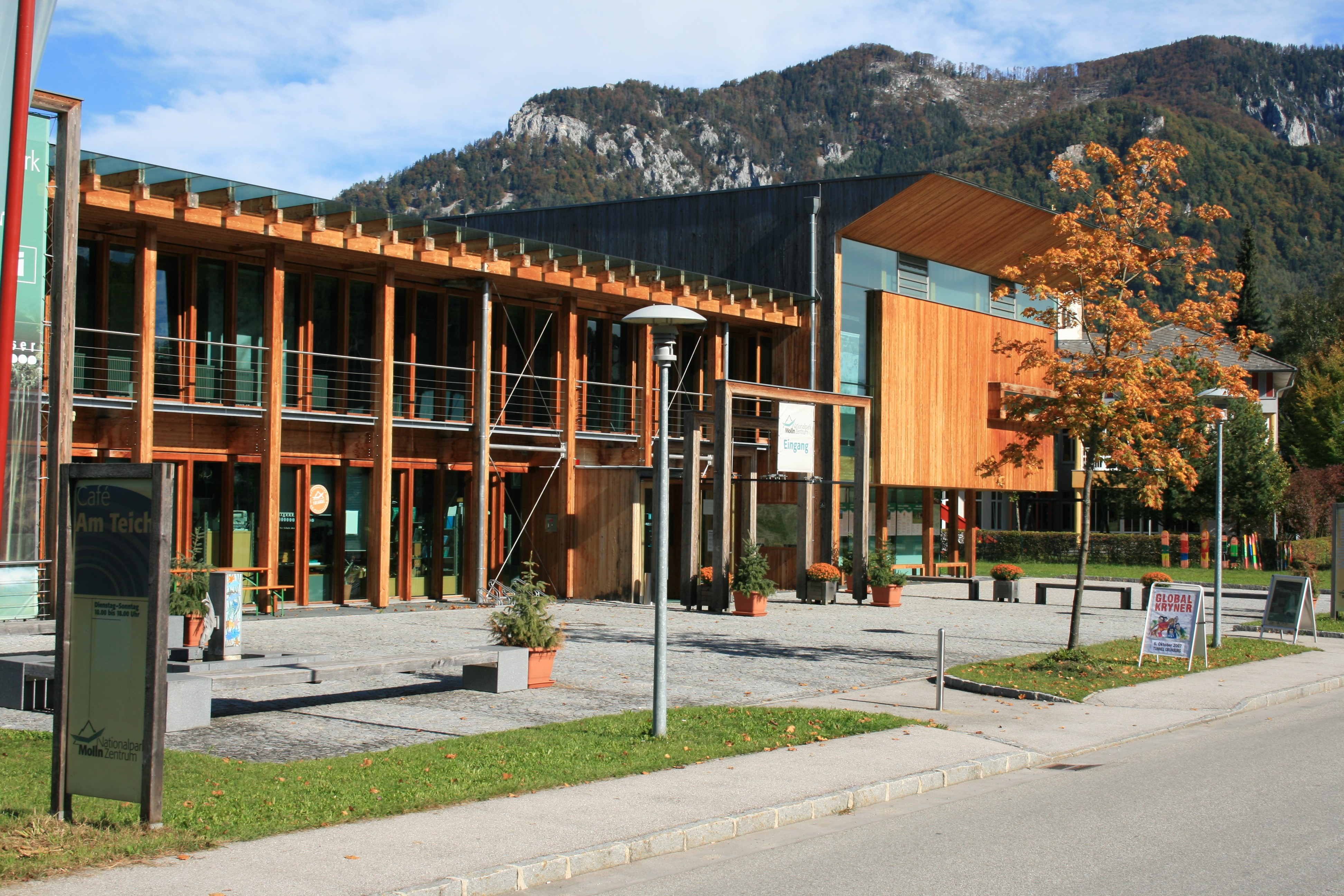
bezoekerscentrum in Molln